# Волнухин, Дмитрий Сергеевич
Дмитрий Сергеевич Волнухин  (10 (22) октября 1888 — до 17 марта 1934) — русский зоолог, исследователь Кавказа, в честь которого С. И. Огнёвым названа бурозубка Волнухина.

## Биография
Родился 10 (22) октября 1888 года в семье сульптора Сергея Михайловича Волнухина (1859—1921) и его жены Александры Васильевны (урождённой Васильевой, 1864—?).
С 1899 года учился в гимназии, где заинтересовался революционным идеями партии эсеров и в 1905 году попал под полицейский надзор. С. Т. Конёнков вспоминал, что в революцию 1905 года
Володя и Митя Волнухины — сыновья Сергея Михайловича Волнухина, паровозный машинист Дмитрий Добролюбов, телеграфист Ваня Овсянников и его брат Александр — студент Инженерного училища, Георгий Ермолаев, поэт Сергей Клычков, бронзолитейщик Савинский составили костяк будущей боевой дружины. Все мы были вооружены браунингами, которые загодя купили в оружейном магазине Биткова на Сретенском бульваре.
Дружина построила баррикады на Арбате и держала оборону 10 дней. 
В 1907 году, окончив 3-ю московскую гимназию, поступил на естественное отделение физико-математического факультета Московского университета.
По мнению биографа Волнухина, Е. Э. Шергалина, он специализировался преимущественно в энтомологии. В 1910 году Волнухин опубликовал список птиц Гидробиологической станции "Глубокое озеро". В коллекцию Зоологического музея МУ поступило более 120 тушек птиц, собранных в Москве, Московской, Ивановской, Костромской, Рязанской губерниях, в Крыму и на Кавказе, в тот же музей шли и герпетологические и териологические сборы Волнухина. В полевой сезон 1911 года он проводил исследования на Кавказе вместе с Д. П. Филатовым, который с 1909 по 1911 год занимался изучением  биологии кавказского зубра на территории Кубанской великокняжеской охоты.
В 1921 году С. И. Огнёв описал по сборам Д. С. Волнухина и Д. П. Филатова 1911 года новый таксон землеройки-бурозубки, названный в честь младшего коллеги бурозубкой Волнухина.   
В августе 1912 года Волнухин прервал обучение для отбывания воинской повинности. В 1912–1913 годах прапорщик в 4-й батарее 1-й гренадерской артиллерийской бригады генерал-фельдмаршала графа Брюса.
С сентября 1913 года вновь продолжил учебу в Московском университете.
Однако в сентябре 1914 года Волнухин получил свидетельство об увольнении из университета за невнесение платы за весенний семестр того же года и вкоре после начала Первой мировой войны поступил в действующую армию; на 1 декабря 1914 года он числился прапорщиком 194-го пехотного запасного полка. Попал в немецкий плен.
Позднее воевал в Западной армии; был награждён за храбрость армейской медалью.
В декабре 1919 года слушал лекции по медицине в Кильском университете. Известно, что к 17 апреля 1922 года он был уже в Берлине, где состоял членом Союза русских студентов. 
Последующие годы жил на юге Франции. Незадолго до 17 марта 1934 года в имении Лафавьер, около ст. Лаванду («Кот де-з-Мор») в департаменте Вар покончил с собой выстрелом в висок пистолета. Причиной самоубийства стало подавленное моральное состояние. Похоронен на коммунальном кладбище в г. Борм-ле-Мимоза.

## Комментарии
1. ↑  Судя по энтомологическим сборам Волнухина, экспедиция продолжалась в мае—июне, и охватывала — Псебай (17 мая), хр. Бамбак (6 июня), г. Джуга (15–17 июня), г. Абаго (26 июня), водораздел рек Киши и Безымянной (29 июня 1911)[3].